# NGC 6027A
NGC 6027A (другие обозначения — UGC 10116, 7ZW 631, MCG 4-38-6, VV 115, ZWG 137.10, HCG 79A, KUG 1556+208, PGC 56576) — спиральная галактика (Sa) в созвездии Змея.
Этот объект не входит в число перечисленных в оригинальной редакции «Нового общего каталога» и был добавлен позднее.